# Michal Desenský
Michal Desenský (* 1. März 1993 in Hradec Králové) ist ein tschechischer Leichtathlet, der sich auf den Sprint fokussiert.

## Sportliche Laufbahn
Erste internationale Erfahrungen sammelte Michal Desenský im Jahr 2012, als er bei den Juniorenweltmeisterschaften in Barcelona im 200-Meter-Lauf mit 21,57 s im Halbfinale ausschied und mit der tschechischen 4-mal-100-Meter-Staffel in der Vorrunde nicht ins Ziel gelangte. Im Jahr darauf belegte er bei den U23-Europameisterschaften in Tampere mit der 4-mal-100-Meter-Staffel in 39,23 s den fünften Platz und mit der 4-mal-400-Meter-Staffel erreichte er in 3;05,82 min Rang sechs. 2014 startete er bei den Europameisterschaften in Zürich mit der 4-mal-400-Meter-Staffel und klassierte sich dort in 3:04,56 min auf dem siebten Platz. Im darauffolgenden Jahr schied er bei den U23-Europameisterschaften in Tallinn im 400-Meter-Lauf mit 46,39 s in der ersten Runde aus und gewann mit der 4-mal-100-Meter-Staffel in 39,38 s die Silbermedaille hinter dem Team aus Frankreich. Zudem belegte er mit der 4-mal-400-Meter-Staffel in 3:07,27 min Rang vier. 2016 wurde er bei den Europameisterschaften in Amsterdam mit der 4-mal-400-Meter-Staffel in 3:03,86 min ebenfalls Vierter und bei den IAAF World Relays 2017 in Nassau wurde er in 3:08,17 min Vierter im B-Finale. Im Jahr darauf belegte er bei den Hallenweltmeisterschaften in Birmingham in 3:04,87 min den fünften Platz. Im Sommer schied er dann bei den Europameisterschaften in Berlin mit 46,68 s in der ersten Runde über 400 Meter aus und verhalf der Staffel mit 3:02,52 min zum Finaleinzug.
Bei den IAAF World Relays 2019 in Yokohama wurde die tschechische Mannschaft in 3:03,79 min Dritte im B-Finale und anschließend gewann er bei den Europaspielen in Minsk in 3:17,53 min die Silbermedaille in der Mixed-Staffel hinter dem Team aus der Ukraine. Im Herbst startete er dann mit der Männerstaffel bei den Weltmeisterschaften in Doha und verpasste dort mit 3:02,97 min den Finaleinzug. 2021 gewann er dann bei den Halleneuropameisterschaften in Toruń in 3:06,54 min gemeinsam mit Vít Müller, Pavel Maslák und Patrik Šorm die Silbermedaille hinter dem Team aus den Niederlanden. Anfang Mai verpasste er bei den World Athletics Relays im polnischen Chorzów mit 3:05,11 min den Finaleinzug in der 4-mal-400-Meter-Staffel. Im August startete er mit der Staffel bei den Olympischen Spielen in Tokio und schied dort mit 3:03,61 min in der Vorrunde aus. Im Jahr darauf belegte er bei den Weltmeisterschaften in Eugene mit neuem Landesrekord von 3:01,65 min im Finale den achten Platz mit der Staffel und gelangte anschließend bei den Europameisterschaften in München mit 3:01,82 min auf Rang sechs. 2024 schied er bei den Hallenweltmeisterschaften in Glasgow mit 47,48 s in der Vorrunde über 400 Meter aus und kam mit der Staffel im Vorlauf nicht ins Ziel. Im Mai wurde er bei den World Athletics Relays auf den Bahamas in 3:03,00 min Dritter im B-Lauf in der 2. Qualifikationsrunde über 4-mal 400 Meter und verpasste damit eine Direktqualifikation für die Olympischen Spiele in Paris. Anschließend verpasste er bei den Europameisterschaften in Rom mit 3:06,70 min den Finaleinzug. Im Jahr darauf belegte er bei den Halleneuropameisterschaften in Apeldoorn in 3:19,17 min den sechsten Platz in der Mixed-Staffel und gelangte auch mit der Männerstaffel mit 3:08,28 min auf Rang sechs. Kurz darauf schied er bei den Hallenweltmeisterschaften in Nanjing mit 47,84 s im Vorlauf im Einzelbewerb aus.
2017 und 2019 wurde Desenský tschechischer Meister in der 4-mal-400-Meter-Staffel und 2019 wurde er Hallenmeister in der 4-mal-200-Meter-Staffel. Zudem wurde er von 2016 bis 2018 und 2025 Hallenmeister im 400-Meter-Lauf.

## Persönliche Bestzeiten
- 200 Meter: 21,19 s (0,0 m/s), 4. Juli 2020 in Prag
  - 200 Meter (Halle): 21,21 s, 7. Februar 2016 in Prag
- 400 Meter: 46,36 s, 25. Juni 2022 in Hodonín
  - 400 Meter (Halle): 46,20 s, 23. Februar 2025 in Ostrava